# Lista de singles número um na Adult Contemporary em 2019

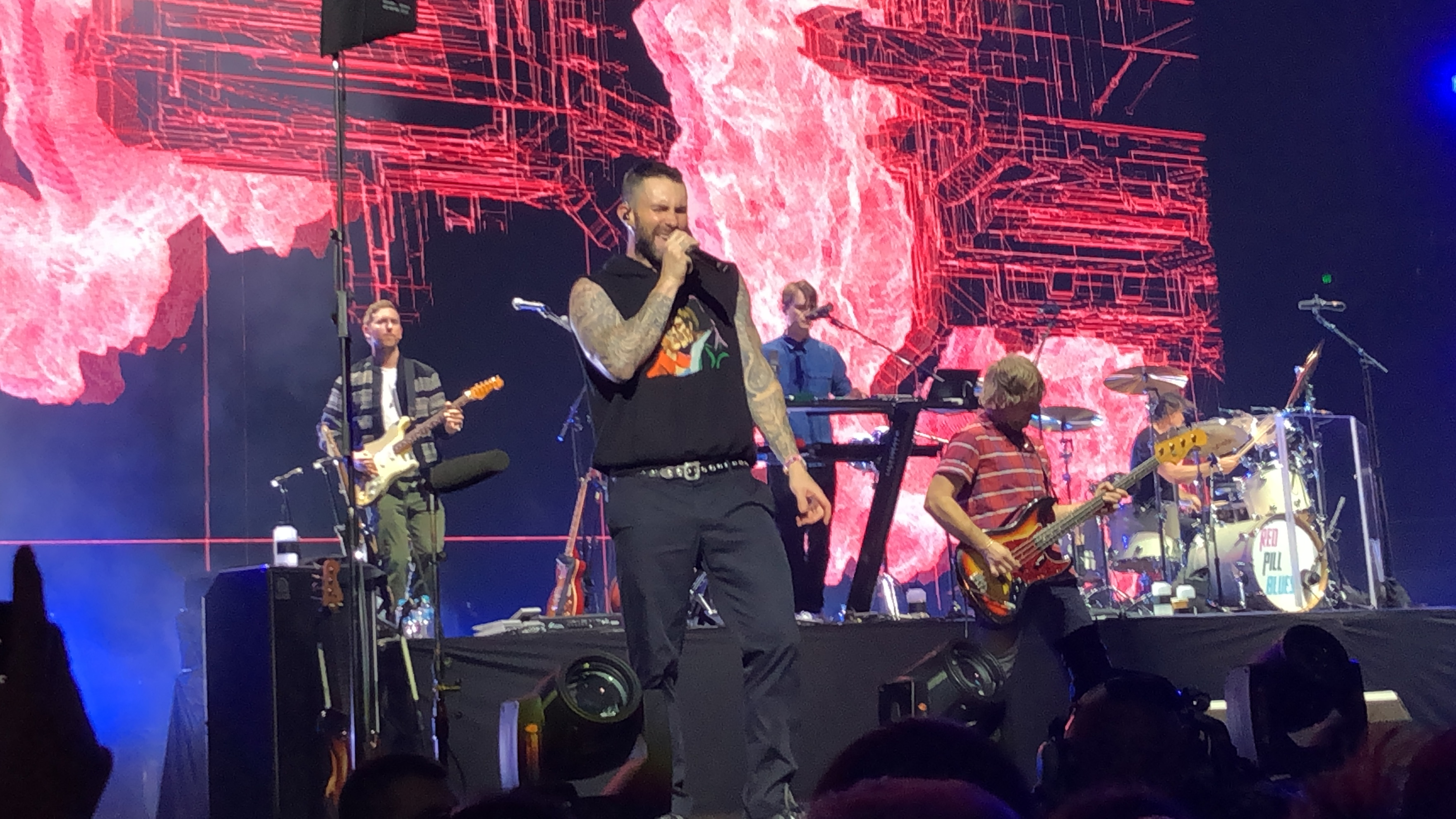
"Girls Like You" da banda Maroon 5 (imagem) com participação de Cardi B quebrou o recorde de liderança mais longa da tabela musical, com um total de 36 semanas, sendo o tema com o melhor desempenho de 2019.

A seguir se apresenta a lista dos singles que alcançaram o número um da Adult Contemporary em 2019. A Adult Contemporary é uma tabela musical que classifica as canções mais populares do género musical adult contemporary. Publicada semanalmente pela revista norte-americana Billboard, os seus dados são baseados na popularidade de canções em estações de rádio adult contemporary seleccionadas ao longo do país.
Em 2019, cinco canções conseguiram alcançar a primeira posição da Adult Contemporary pela primeira vez. Embora tenha liderado a tabela por 34 semanas neste ano, uma sexta canção intitulada "Girls Like You" da banda Maroon 5 com participação de Cardi B iniciou a sua corrida no topo no ano anterior e foi, portanto, excluída. Não obstante, "Girls Like You" quebrou o recorde de liderança mais longa da tabela musical, com um total de 36 semanas, das quais 31 foram consecutivas. Este recorde pertencia a "Drift Away" (2003) do músico Uncle Kracker, que permanecera na liderança da tabela por 28 semanas entre 2003 e 2004. "Girs Like You" terminou 2019 como a canção com o melhor desempenho. "You Say", o primeiro número um da cantora Lauren Daigle, foi o tema que removeu "Girls Like You" do primeiro posto, tornando-se na primeira canção de sempre a conseguir liderar ambas tabelas de música Adult Contemporary e de música cristã. "Walk Me Home" rendeu à cantora e compositora Pink o seu quinto número um, enquanto "Sucker" rendeu ao grupo Jonas Brothers o seu primeiro. O grupo viria a retornar ao primeiro posto com "Like It's Christmas", o último número um da década de 2010. O britânico Lewis Capaldi foi o único artista de origem não-americana a conseguir alcançar a liderança em 2019, com o seu tema de estreia "Someone You Loved".

## Histórico

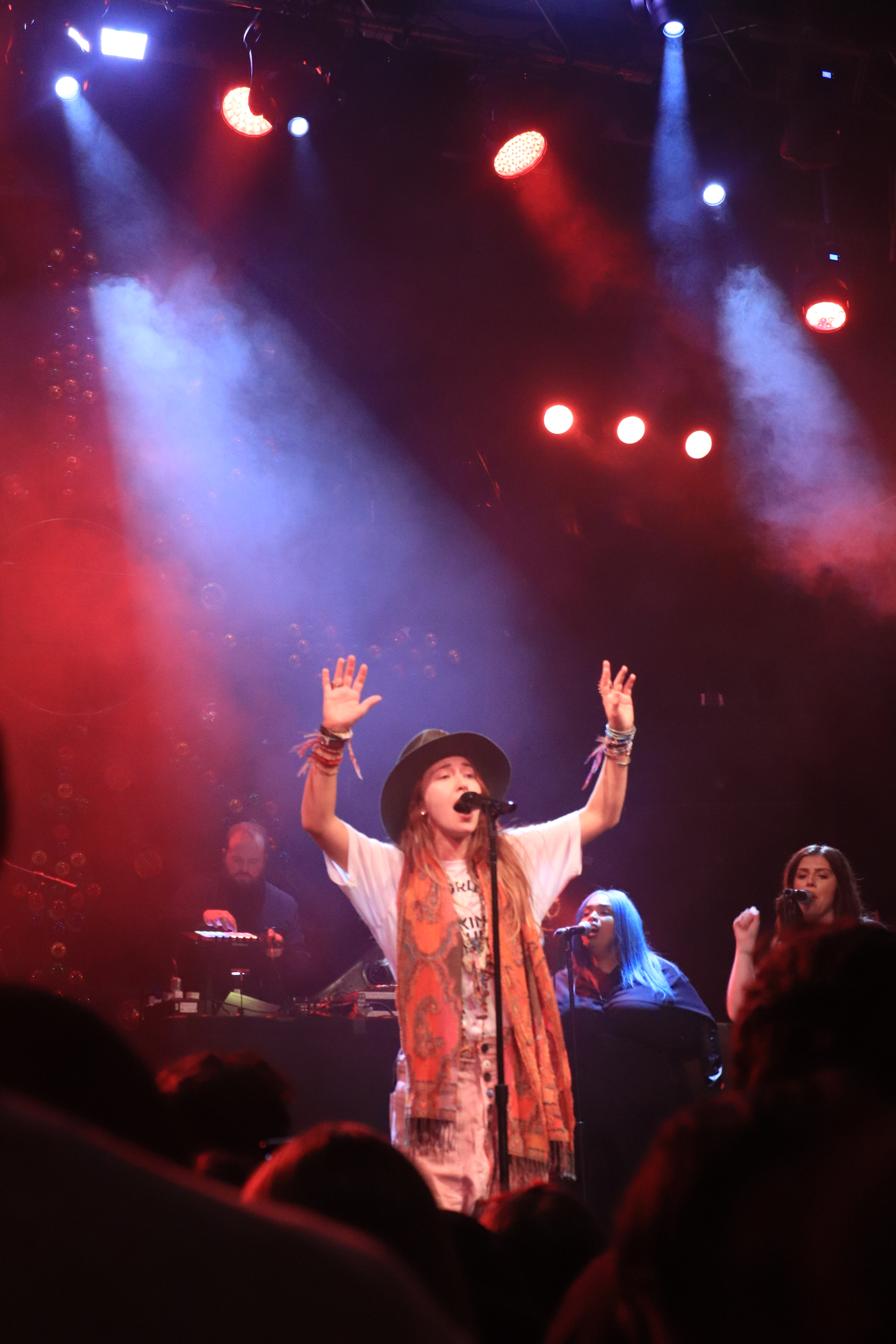
"You Say", o primeiro número um de Lauren Daigle, tornou-se na primeira canção a liderar ambas tabelas de Adult Contemporary e música cristã.

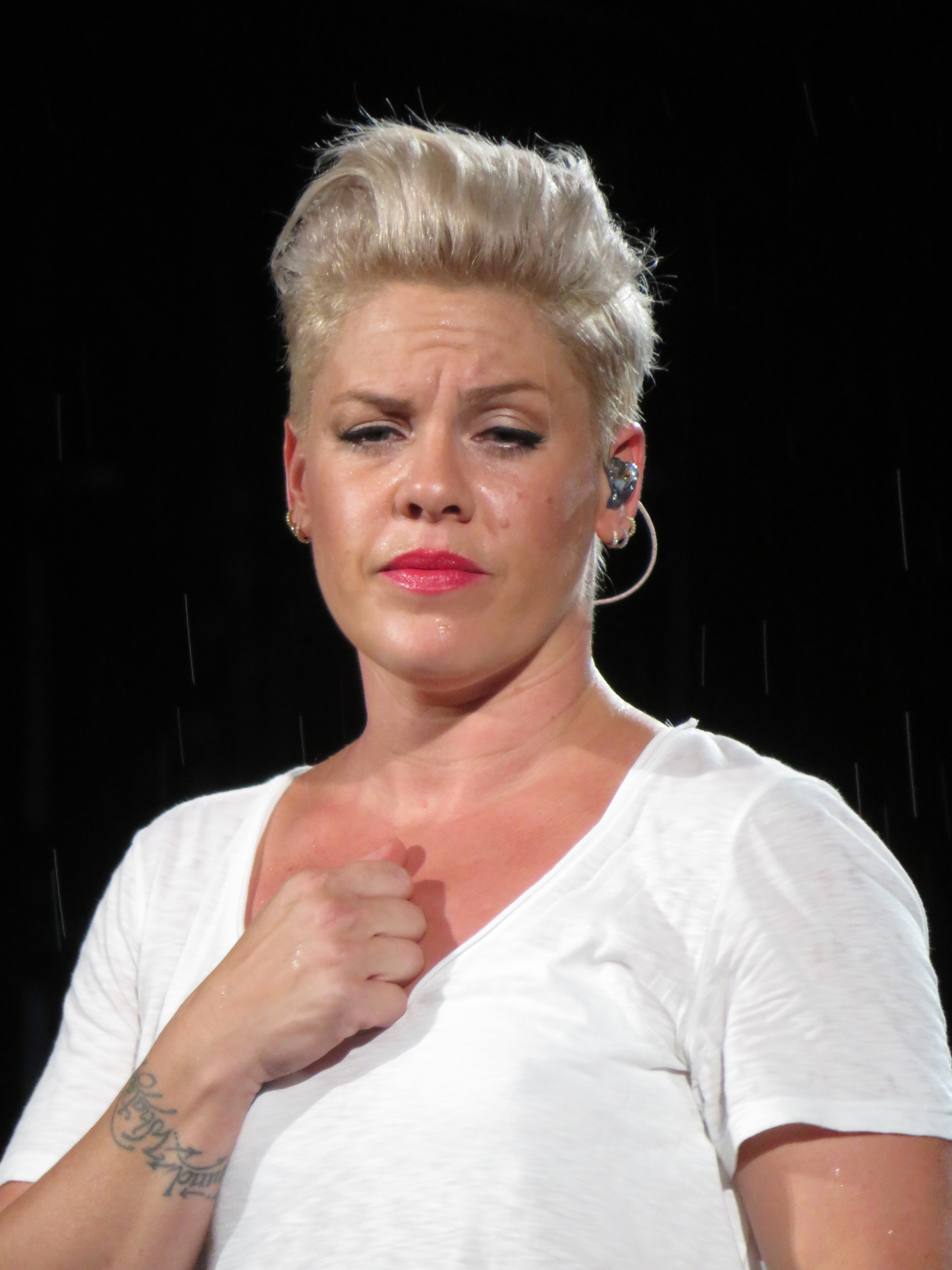
"Walk Me Home" rendeu à cantora e compositora Pink o seu quinto número um.

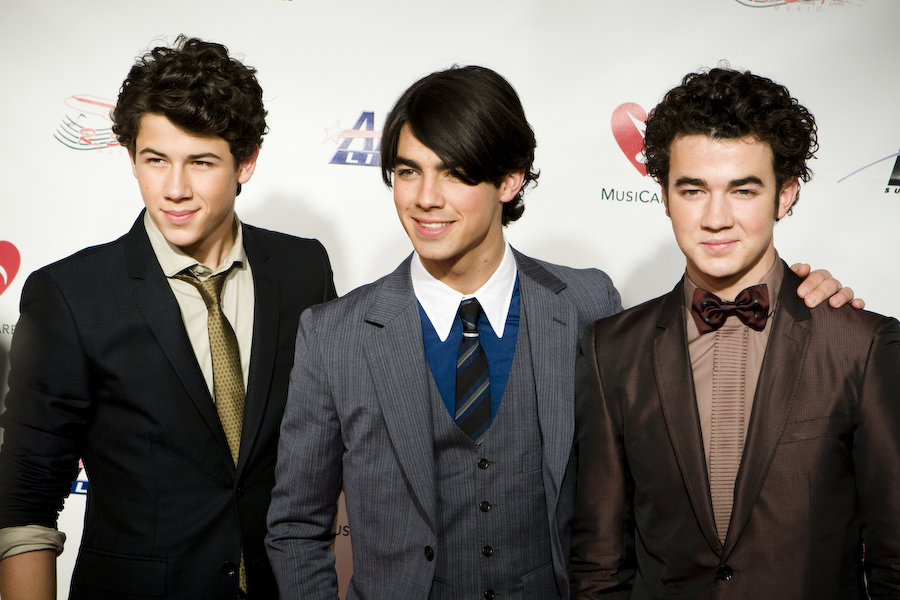
O grupo Jonas Brothers conseguiu posicionar duas canções no primeiro posto da tabela musical.

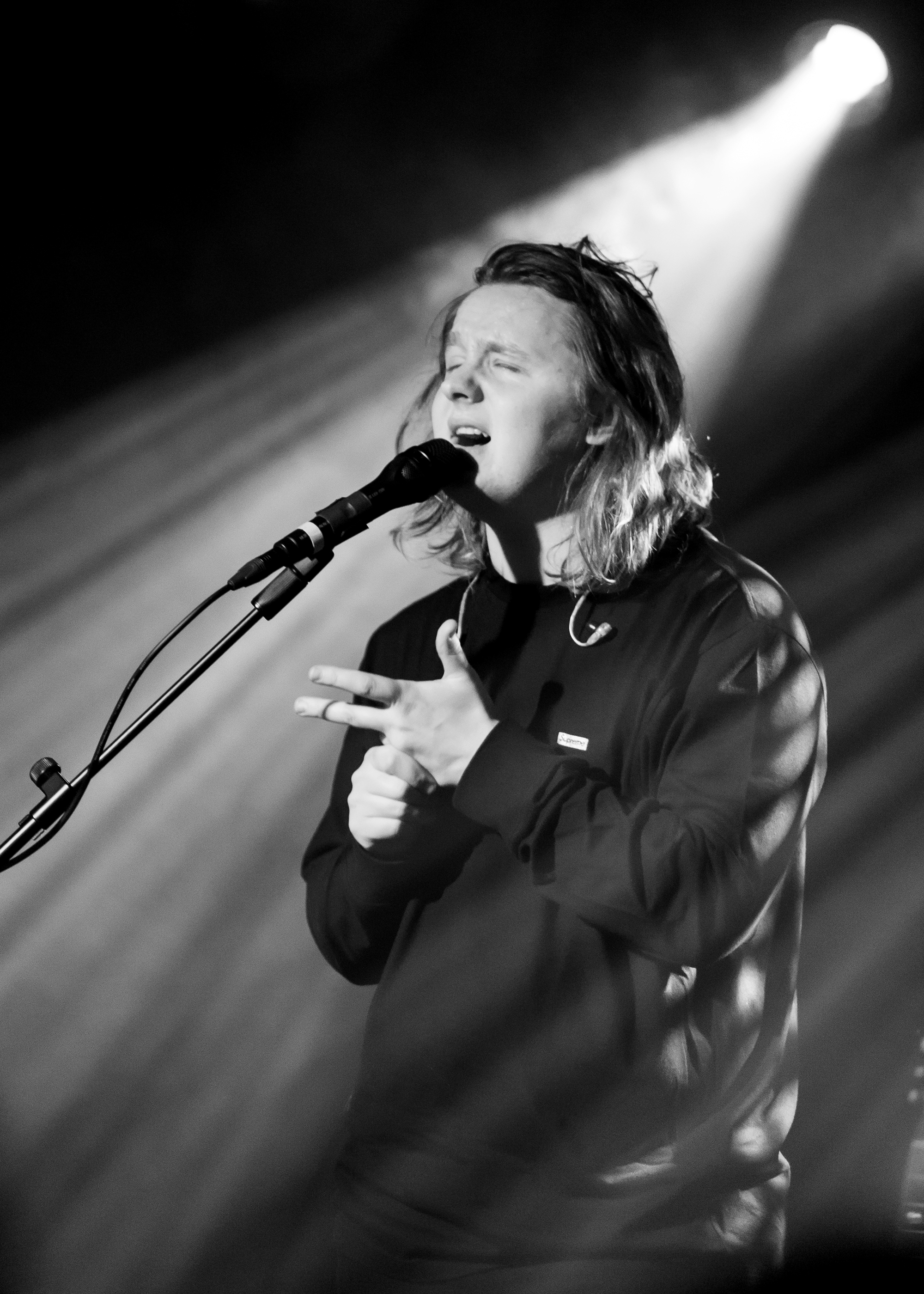
O britânico Lewis Capaldi foi o único artista de origem não-americana a conseguir alcançar a liderança em 2019.

| Data            | Canção                | Artista(s)                           | Ref.   |
| --------------- | --------------------- | ------------------------------------ | ------ |
| 5 de Janeiro    | "Girls Like You"      | Maroon 5 com participação de Cardi B | [ 3 ]  |
| 12 de Janeiro   | "Girls Like You"      | Maroon 5 com participação de Cardi B | [ 4 ]  |
| 19 de Janeiro   | "Girls Like You"      | Maroon 5 com participação de Cardi B | [ 5 ]  |
| 26 de Janeiro   | "Girls Like You"      | Maroon 5 com participação de Cardi B | [ 6 ]  |
| 2 de Fevereiro  | "Girls Like You"      | Maroon 5 com participação de Cardi B | [ 7 ]  |
| 9 de Fevereiro  | "Girls Like You"      | Maroon 5 com participação de Cardi B | [ 8 ]  |
| 16 de Fevereiro | "Girls Like You"      | Maroon 5 com participação de Cardi B | [ 9 ]  |
| 23 de Fevereiro | "Girls Like You"      | Maroon 5 com participação de Cardi B | [ 10 ] |
| 2 de Março      | "Girls Like You"      | Maroon 5 com participação de Cardi B | [ 11 ] |
| 9 de Março      | "Girls Like You"      | Maroon 5 com participação de Cardi B | [ 12 ] |
| 16 de Março     | "Girls Like You"      | Maroon 5 com participação de Cardi B | [ 13 ] |
| 23 de Março     | "Girls Like You"      | Maroon 5 com participação de Cardi B | [ 14 ] |
| 30 de Março     | "Girls Like You"      | Maroon 5 com participação de Cardi B | [ 15 ] |
| 6 de Abril      | "Girls Like You"      | Maroon 5 com participação de Cardi B | [ 16 ] |
| 13 de Abril     | "Girls Like You"      | Maroon 5 com participação de Cardi B | [ 17 ] |
| 20 de Abril     | "Girls Like You"      | Maroon 5 com participação de Cardi B | [ 18 ] |
| 27 de Abril     | "Girls Like You"      | Maroon 5 com participação de Cardi B | [ 19 ] |
| 4 de Maio       | "Girls Like You"      | Maroon 5 com participação de Cardi B | [ 20 ] |
| 11 de Maio      | "Girls Like You"      | Maroon 5 com participação de Cardi B | [ 21 ] |
| 18 de Maio      | "Girls Like You"      | Maroon 5 com participação de Cardi B | [ 22 ] |
| 25 de Maio      | "Girls Like You"      | Maroon 5 com participação de Cardi B | [ 23 ] |
| 1 de Junho      | "Girls Like You"      | Maroon 5 com participação de Cardi B | [ 24 ] |
| 8 de Junho      | "Girls Like You"      | Maroon 5 com participação de Cardi B | [ 25 ] |
| 15 de Junho     | "Girls Like You"      | Maroon 5 com participação de Cardi B | [ 26 ] |
| 22 de Junho     | "Girls Like You"      | Maroon 5 com participação de Cardi B | [ 27 ] |
| 29 de Junho     | "Girls Like You"      | Maroon 5 com participação de Cardi B | [ 28 ] |
| 6 de Julho      | "Girls Like You"      | Maroon 5 com participação de Cardi B | [ 29 ] |
| 13 de Julho     | "Girls Like You"      | Maroon 5 com participação de Cardi B | [ 30 ] |
| 20 de Julho     | "Girls Like You"      | Maroon 5 com participação de Cardi B | [ 31 ] |
| 27 de Julho     | "Girls Like You"      | Maroon 5 com participação de Cardi B | [ 32 ] |
| 3 de Agosto     | "Girls Like You"      | Maroon 5 com participação de Cardi B | [ 33 ] |
| 10 de Agosto    | "You Say"             | Lauren Daigle                        | [ 34 ] |
| 17 de Agosto    | "Girls Like You"      | Maroon 5 com participação de Cardi B | [ 35 ] |
| 24 de Agosto    | "Girls Like You"      | Maroon 5 com participação de Cardi B | [ 36 ] |
| 31 de Agosto    | "Girls Like You"      | Maroon 5 com participação de Cardi B | [ 37 ] |
| 7 de Setembro   | "You Say"             | Lauren Daigle                        | [ 38 ] |
| 14 de Setembro  | "Walk Me Home"        | Pink                                 | [ 39 ] |
| 21 de Setembro  | "Sucker"              | Jonas Brothers                       | [ 40 ] |
| 28 de Setembro  | "Sucker"              | Jonas Brothers                       | [ 41 ] |
| 5 de Outubro    | "Sucker"              | Jonas Brothers                       | [ 42 ] |
| 12 de Outubro   | "Sucker"              | Jonas Brothers                       | [ 43 ] |
| 19 de Outubro   | "Sucker"              | Jonas Brothers                       | [ 44 ] |
| 26 de Outubro   | "Sucker"              | Jonas Brothers                       | [ 45 ] |
| 2 de Novembro   | "Sucker"              | Jonas Brothers                       | [ 46 ] |
| 9 de Novembro   | "Sucker"              | Jonas Brothers                       | [ 47 ] |
| 16 de Novembro  | "Sucker"              | Jonas Brothers                       | [ 48 ] |
| 23 de Novembro  | "Sucker"              | Jonas Brothers                       | [ 49 ] |
| 30 de Novembro  | "Sucker"              | Jonas Brothers                       | [ 50 ] |
| 7 de Dezembro   | "Someone You Loved"   | Lewis Capaldi                        | [ 51 ] |
| 14 de Dezembro  | "Like It's Christmas" | Jonas Brothers                       | [ 52 ] |
| 21 de Dezembro  | "Like It's Christmas" | Jonas Brothers                       | [ 53 ] |
| 28 de Dezembro  | "Like It's Christmas" | Jonas Brothers                       | [ 54 ] |